# 12 nivôse
12 frimaire 12 pluviôse
Le duodi 12 nivôse, officiellement dénommé jour de l'argile, est le 102e jour de l'année du calendrier républicain.
C'était généralement le 1re jour du mois de janvier dans le calendrier grégorien.